# Gruppo unitario speciale
In matematica, il gruppo unitario speciale di grado {\displaystyle n} è il gruppo delle matrici unitarie {\displaystyle n\times n} con determinante {\displaystyle 1} dotato della consueta moltiplicazione.
Il gruppo speciale unitario, indicato con {\displaystyle SU(n)}, è un sottogruppo del gruppo unitario {\displaystyle U(n)}, che include tutte le matrici unitarie, che è a sua volta un sottogruppo del gruppo lineare generale {\displaystyle GL(n,\mathbb {C} )}.
Il caso più semplice, ovvero {\displaystyle SU(1)}, è un gruppo banale, contenente cioè un solo elemento. Il gruppo {\displaystyle SU(2)} è isomorfo rispetto al gruppo dei quaternioni di valore assoluto pari a 1, ed è perciò diffeomorfo alla sfera in quattro dimensioni (definita 3-sfera). Poiché quaternioni unitari possono essere usati per rappresentare rotazioni nello spazio tridimensionale (a meno del segno), l'omeomorfismo è suriettivo da {\displaystyle SU(2)} sul gruppo ortogonale speciale SO(3) il cui nucleo è {\displaystyle \{+I,-I\}}.

## Proprietà
Il gruppo speciale unitario {\displaystyle SU(n)} è un gruppo di Lie di dimensione {\displaystyle n^{2}-1}. Topologicamente, è compatto e semplicemente connesso. Da un punto di vista algebrico, è un gruppo di Lie semplice (ovvero la sua algebra è "semplice"). Il centro di {\displaystyle SU(n)} è isomorfo al gruppo ciclico Zn. Il suo gruppo di automorfismi esterni, per {\displaystyle n\geq 3}, è Z2, mentre quello di {\displaystyle SU(2)} è il gruppo banale.

## Algebra di Lie
L'algebra di Lie {\displaystyle {\mathfrak {su}}(n)} di {\displaystyle \operatorname {SU} (n)} consiste di matrici anti-hermitiane {\displaystyle n\times n} con traccia zero. Questa algebra di Lie (reale) ha dimensione {\displaystyle n^{2}-1}.

### Rappresentazione fondamentale
Nel contesto della fisica, è comune identificare l'algebra di Lie con lo spazio di matrici hermitiane a traccia nulla (non antihermitiane). Ciò equivale a dire che l'algebra in fisica e l'algebra in matematica differiscono di un fattore {\displaystyle i}. Con questa convenzione, si può quindi scegliere generatori {\displaystyle T_{a}} che sono matrici {\displaystyle n\times n} complesse hermitiane a traccia nulla, dove:
{\displaystyle T_{a}T_{b}={\frac {1}{2n}}\delta _{ab}I_{n}+{\frac {1}{2}}\sum _{c=1}^{n^{2}-1}\left(if_{abc}+d_{abc}\right)T_{c}}
dove le {\displaystyle f} sono le costanti di struttura e sono antisimmetrici in tutti gli indici, mentre i coefficienti {\displaystyle d} sono simmetrici.
Di conseguenza, l'anticommutatore e il commutatore sono:
{\displaystyle {\begin{aligned}\left\{T_{a},T_{b}\right\}&={\frac {1}{n}}\delta _{ab}I_{n}+\sum _{c=1}^{n^{2}-1}{d_{abc}T_{c}}\\\left[T_{a},T_{b}\right]&=i\sum _{c=1}^{n^{2}-1}f_{abc}T_{c}\,.\end{aligned}}}
Il fattore {\displaystyle i} nelle relazioni di commutazione deriva dalla convenzione fisica mentre non è presente nella convenzione matematica.
La condizione di normalizzazione più comune è:
{\displaystyle \sum _{c,e=1}^{n^{2}-1}d_{ace}d_{bce}={\frac {n^{2}-4}{n}}\delta _{ab}}
I generatori {\displaystyle T_{a}} soddisfano inoltre l'identità di Jacobi:
{\displaystyle [T_{a},[T_{b},T_{c}]]+[T_{b},[T_{c},T_{a}]]+[T_{c},[T_{a},T_{b}]]=0}
In fisica, si definiscono per convenzione i generatori come le matrici complesse hermitiane a traccia nulla con un fattore {\displaystyle 1/2} davanti: nel caso del gruppo {\displaystyle SU(2)}, si prendono come generatori le matrici {\displaystyle {\frac {1}{2}}\sigma _{1},{\frac {1}{2}}\sigma _{2},{\frac {1}{2}}\sigma _{3}} dove {\displaystyle \sigma _{1},\sigma _{2},\sigma _{3}} sono le matrici di Pauli, mentre per il gruppo {\displaystyle SU(3)} si definiscono i generatori {\displaystyle T_{a}={\frac {1}{2}}\lambda _{a}} dove {\displaystyle \lambda _{a}} sono le matrici di Gell-Mann. Con questa definizione, i generatori presentano la seguente normalizzazione:
{\displaystyle Tr(T_{a}T_{b})={\frac {1}{2}}\delta _{ab}}

### Rappresentazione aggiunta
Nella rappresentazione aggiunta {\displaystyle (n^{2}-1)}-dimensionale, i generatori sono rappresentati da matrici {\displaystyle (n^{2}-1)\times (n^{2}-1)}, i cui elementi sono definiti dalle costanti di struttura stesse:
{\displaystyle \left(T_{a}\right)_{jk}=-if_{ajk}.}

### Struttura dell'algebra
La complessificazione dell'algebra di Lie {\displaystyle {\mathfrak {su}}(n)} è {\displaystyle {\mathfrak {sl}}(n;\mathbb {C} )}, lo spazio di tutte le matrici complesse {\displaystyle n\times n} con traccia nulla. Una sottoalgebra di Cartan consiste quindi delle matrici diagonali con traccia nulla, che si identifica con i vettori in {\displaystyle \mathbb {C} ^{n}} tali che la somma dei loro elementi sia zero. Di conseguenza, le radici sono tutte le {\displaystyle n(n-1)} permutazioni di {\displaystyle (1,-1,0,\dots ,0)}.
Una scelta di radici semplici è data da:
{\displaystyle {\begin{aligned}(&1,-1,0,\dots ,0,0),\\(&0,1,-1,\dots ,0,0),\\&\vdots \\(&0,0,0,\dots ,1,-1).\end{aligned}}}
Pertanto {\displaystyle SU(n)} ha rango {\displaystyle n-1} e il suo diagramma di Dynkin è quello di {\displaystyle A_{n-1}}, cioè una catena lineare di {\displaystyle n-1} nodi. La matrice di Cartan è
{\displaystyle {\begin{pmatrix}2&-1&0&\dots &0\\-1&2&-1&\dots &0\\0&-1&2&\dots &0\\\vdots &\vdots &\vdots &\ddots &\vdots \\0&0&0&\dots &2\end{pmatrix}}.}
Il suo gruppo di Weyl o gruppo di Coxeter è il gruppo simmetrico.

## Il gruppo SU(2)
Il gruppo SU(2) è dato dalla seguente definizione,
{\displaystyle \operatorname {SU} (2)=\left\{{\begin{pmatrix}\alpha &-{\overline {\beta }}\\\beta &{\overline {\alpha }}\end{pmatrix}}:\ \ \alpha ,\beta \in \mathbb {C} ,|\alpha |^{2}+|\beta |^{2}=1\right\}~,}
dove la barra indica l'operazione di coniugazione complessa.

### Diffeomorfismo con la 3-sfera
Considerando {\displaystyle \alpha ,\beta } come coppia in {\displaystyle \mathbb {C} ^{2}} dove {\displaystyle \alpha =a+bi} e {\displaystyle \beta =c+di}, allora l'equazione {\displaystyle |\alpha |^{2}+|\beta |^{2}=1} diventa
{\displaystyle a^{2}+b^{2}+c^{2}+d^{2}=1}
che equivale all'equazione della 3-sfera S3. Questo può essere anche visto usando un embedding: la mappa
{\displaystyle {\begin{aligned}\varphi \colon \mathbb {C} ^{2}&\to \operatorname {M} (2,\mathbb {C} )\\[5pt]\varphi (\alpha ,\beta )&={\begin{pmatrix}\alpha &-{\overline {\beta }}\\\beta &{\overline {\alpha }}\end{pmatrix}},\end{aligned}}}
dove {\displaystyle \operatorname {M} (2,\mathbb {C} )} indica l'insieme delle matrici complesse 2 per 2, è una mappa lineare reale iniettiva (considerando {\displaystyle \mathbb {C} ^{2}} diffeomorfo a {\displaystyle \mathbb {R} ^{4}} e {\displaystyle \operatorname {M} (2,\mathbb {C} )} diffeomorfo a {\displaystyle \mathbb {R} ^{8}}). Quindi, la restrizione di {\displaystyle \varphi } alla 3-sfera (siccome il modulo è 1), indicata con {\displaystyle S^{3}}, è un embedding della 3-sfera su una sottovarietà compatta di {\displaystyle \operatorname {M} (2,\mathbb {C} )}, nello specifico {\displaystyle \varphi (S^{3})=SU(2)}.
Pertanto, come varietà, {\displaystyle S^{3}} è diffeomorfa a SU(2), che mostra che SU(2) è semplicemente connesso e che {\displaystyle S^{3}} può essere munita con la struttura di un gruppo di Lie connesso e compatto. Rappresentazioni irriducibili di questo gruppo sono date dagli elementi della matrice D di Wigner. Tali rappresentazioni sono unitarie e a dimensione finita.

### Isomorfismo con i quaternioni unitari
La matrice complessa
{\displaystyle {\begin{pmatrix}a+bi&c+di\\-c+di&a-bi\end{pmatrix}}\quad (a,b,c,d\in \mathbb {R} )}
può essere mappata a un quaternione come:
{\displaystyle a\,{\hat {1}}+b\,{\hat {i}}+c\,{\hat {j}}+d\,{\hat {k}}}
e la mappa che li lega è un isomorfismo. Inoltre, il determinante della matrice è la norma al quadrato del corrispondente quaternione. Chiaramente, una matrice in SU(2) ha questa forma e, siccome ha determinante 1, il corrispondente quaternione ha norma 1. Pertanto SU(2) è isomorfo ai quaternioni.

### Algebra di Lie
L'algebra di Lie di SU(2) consiste delle matrici {\displaystyle 2\times 2} antihermitiane a traccia nulla. Esplicitamente, ciò significa che
{\displaystyle {\mathfrak {su}}(2)=\left\{{\begin{pmatrix}i\ a&-{\overline {z}}\\z&-i\ a\end{pmatrix}}:\ a\in \mathbb {R} ,z\in \mathbb {C} \right\}~.}
L'algebra di Lie è quindi generata dalle seguenti matrici,
{\displaystyle u_{1}={\begin{pmatrix}0&i\\i&0\end{pmatrix}},\quad u_{2}={\begin{pmatrix}0&-1\\1&0\end{pmatrix}},\quad u_{3}={\begin{pmatrix}i&0\\0&-i\end{pmatrix}}~,}
che hanno la forma dell'elemento generico del gruppo e sono legati alle matrici di Pauli.dalle formule {\displaystyle u_{1}=-i\ \sigma _{1}~,\,u_{2}=-i\ \sigma _{2}} e {\displaystyle u_{3}=-i\ \sigma _{3}~.}
Poiché soddisfano le relazioni dei quaternioni  {\displaystyle u_{2}\ u_{3}=-u_{3}\ u_{2}=u_{1}~,} {\displaystyle u_{3}\ u_{1}=-u_{1}\ u_{3}=u_{2}~,}  e {\displaystyle u_{1}u_{2}=-u_{2}\ u_{1}=u_{3}}, il commutatore è quindi specificato da
{\displaystyle \left[u_{3},u_{1}\right]=2\ u_{2},\quad \left[u_{1},u_{2}\right]=2\ u_{3},\quad \left[u_{2},u_{3}\right]=2\ u_{1}~.}
Questa rappresentazione è usata comunemente in meccanica quantistica per rappresentare lo spin delle particelle fondamentali come l'elettrone.

## Il gruppo SU(3)

### Gruppo di Lie
{\displaystyle SU(3)} è un gruppo di Lie semplice di dimensione 8 contenente tutte le matrici unitarie 3×3 con determinante 1. È un gruppo compatto e semplicemente connesso. La teoria delle rappresentazioni è ampiamente studiata e compresa.

### Algebra di Lie
I generatori {\displaystyle T}, dell'algebra di Lie {\displaystyle {\mathfrak {su}}(3)} del gruppo {\displaystyle SU(3)} nella cosiddetta rappresentazione "definente" (anche fondamentale, hermitiana o della fisica delle particelle), sono
{\displaystyle T_{a}={\frac {\lambda _{a}}{2}}~,}
dove {\displaystyle \lambda } indica le matrici di Gell-Mann, l'analogo per SU(3) delle matrici di Pauli per SU(2):
{\displaystyle {\begin{aligned}\lambda _{1}={}&{\begin{pmatrix}0&1&0\\1&0&0\\0&0&0\end{pmatrix}},&\lambda _{2}={}&{\begin{pmatrix}0&-i&0\\i&0&0\\0&0&0\end{pmatrix}},&\lambda _{3}={}&{\begin{pmatrix}1&0&0\\0&-1&0\\0&0&0\end{pmatrix}},\\[6pt]\lambda _{4}={}&{\begin{pmatrix}0&0&1\\0&0&0\\1&0&0\end{pmatrix}},&\lambda _{5}={}&{\begin{pmatrix}0&0&-i\\0&0&0\\i&0&0\end{pmatrix}},\\[6pt]\lambda _{6}={}&{\begin{pmatrix}0&0&0\\0&0&1\\0&1&0\end{pmatrix}},&\lambda _{7}={}&{\begin{pmatrix}0&0&0\\0&0&-i\\0&i&0\end{pmatrix}},&\lambda _{8}={\frac {1}{\sqrt {3}}}&{\begin{pmatrix}1&0&0\\0&1&0\\0&0&-2\end{pmatrix}}.\end{aligned}}}
In quanto generatori, combinazioni lineari di queste {\displaystyle \lambda _{a}} coprono tutte le matrici hermitiane a traccia nulla {\displaystyle H}. Si osservi che {\displaystyle \lambda _{2}}, {\displaystyle \lambda _{5}} e {\displaystyle \lambda _{7}} sono antisimmetriche.
I generatori soddisfano le seguenti relazioni di commutazione e anticommutazione
{\displaystyle {\begin{aligned}\left[T_{a},T_{b}\right]&=i\sum _{c=1}^{8}f_{abc}T_{c},\\\left\{T_{a},T_{b}\right\}&={\frac {1}{3}}\delta _{ab}I_{3}+\sum _{c=1}^{8}d_{abc}T_{c},\end{aligned}}}
derivate dalla seguente relazione per le matrici di Gell-Mann,
{\displaystyle \{\lambda _{a},\lambda _{b}\}={\frac {4}{3}}\delta _{ab}I_{3}+2\sum _{c=1}^{8}{d_{abc}\lambda _{c}}}.
I coefficienti {\displaystyle f} sono le costanti di struttura, determinate da
{\displaystyle {\begin{aligned}f_{123}&=1,\\f_{147}=-f_{156}=f_{246}=f_{257}=f_{345}=-f_{367}&={\frac {1}{2}},\\f_{458}=f_{678}&={\frac {\sqrt {3}}{2}},\end{aligned}}}
mentre tutte le altre {\displaystyle f_{abc}} che non si ottengono da queste tramite permutazioni sono nulle. In generale, sono nulle a meno che contengano un numero di indici dell'insieme {2, 5, 7}, per cui meno di 1⁄6 di tutte le {\displaystyle f_{abc}} sono non nulle.
I coefficienti simmetrici {\displaystyle d} assumono i valori:
{\displaystyle {\begin{aligned}d_{118}=d_{228}=d_{338}=-d_{888}&={\frac {1}{\sqrt {3}}}\\d_{448}=d_{558}=d_{668}=d_{778}&=-{\frac {1}{2{\sqrt {3}}}}\\d_{344}=d_{355}=-d_{366}=-d_{377}=-d_{247}=d_{146}=d_{157}=d_{256}&={\frac {1}{2}}~.\end{aligned}}}
e sono nulli se il numero di indici dell'insieme {2, 5, 7} è dispari.
Un generico elemento del gruppo generato da una matrice hermitiana 3×3 a traccia nulla {\displaystyle H}, con la normalizzazione {\displaystyle \operatorname {tr} (H^{2})=2}, può essere espresso come un polinomio di matrici del secondo ordine in {\displaystyle H}:
{\displaystyle {\begin{aligned}\exp(i\theta H)={}&\left[-{\frac {1}{3}}I\sin \left(\varphi +{\frac {2\pi }{3}}\right)\sin \left(\varphi -{\frac {2\pi }{3}}\right)-{\frac {1}{2{\sqrt {3}}}}~H\sin(\varphi )-{\frac {1}{4}}~H^{2}\right]{\frac {\exp \left({\frac {2}{\sqrt {3}}}~i\theta \sin(\varphi )\right)}{\cos \left(\varphi +{\frac {2\pi }{3}}\right)\cos \left(\varphi -{\frac {2\pi }{3}}\right)}}\\[6pt]&{}+\left[-{\frac {1}{3}}~I\sin(\varphi )\sin \left(\varphi -{\frac {2\pi }{3}}\right)-{\frac {1}{2{\sqrt {3}}}}~H\sin \left(\varphi +{\frac {2\pi }{3}}\right)-{\frac {1}{4}}~H^{2}\right]{\frac {\exp \left({\frac {2}{\sqrt {3}}}~i\theta \sin \left(\varphi +{\frac {2\pi }{3}}\right)\right)}{\cos(\varphi )\cos \left(\varphi -{\frac {2\pi }{3}}\right)}}\\[6pt]&{}+\left[-{\frac {1}{3}}~I\sin(\varphi )\sin \left(\varphi +{\frac {2\pi }{3}}\right)-{\frac {1}{2{\sqrt {3}}}}~H\sin \left(\varphi -{\frac {2\pi }{3}}\right)-{\frac {1}{4}}~H^{2}\right]{\frac {\exp \left({\frac {2}{\sqrt {3}}}~i\theta \sin \left(\varphi -{\frac {2\pi }{3}}\right)\right)}{\cos(\varphi )\cos \left(\varphi +{\frac {2\pi }{3}}\right)}}\end{aligned}}}
dove
{\displaystyle \varphi \equiv {\frac {1}{3}}\left[\arccos \left({\frac {3{\sqrt {3}}}{2}}\det H\right)-{\frac {\pi }{2}}\right].}